# Шишкин, Михаил Александрович (биолог)
Михаил Александрович Шишкин (род. 12 февраля 1936 года) — российский и советский биолог, палеонтолог, эволюционист. Доктор биологических наук.

## Биография и научная работа
Окончил геологический факультет МГУ (1958). C 1958 года работает в Палеонтологическом институте им. А. А. Борисяка РАН, заведующий Музеем (1975—1981), зав. лабораторией (1981—1986, 1992—1997), с 1997 г. главный научный сотрудник ПИН.
Член редколлегий Трудов ССМПЭ (1974—1981), Journal of Vertebrate Paleontology (1992—1994), Acta Palaeontologica Polonica (с 1996).
Области исследований: эволюционная морфология позвоночных, теория эволюции, биостратиграфия континентальных толщ, история наземных тетраподных фаун.

### Труды
Автор около 200 публикаций, в том числе 9 монографий:
- «Основы палеонтологии. Амфибии, рептилии, птицы» (в соавт., 1964, М.: Наука)
- «Морфология древних земноводных и проблемы эволюции низших тетрапод» (1973, М.: Наука)
- «Эволюция древних амфибий» (1983, М.: Наука)
- «Современная палеонтология» (в соавт., 1988, М.: Недра)
- «Биостратиграфия триаса Южного Приуралья» (в соавт., 1995, М.: Наука)
- «Граница перми и триаса в континентальных сериях Восточной Европы» (в соавт., 1998, М.: Геос)
- «The age of dinosaurs in Russia and Mongolia» (в соавт., 2000, Cambridge, Cambrige Univ. Press)
- «Московские герпетологи» (в соавт., 2003; М., КМК)
- «An Early Triassic vertebrate assemblage from karst deposits at Czatkowice, Poland» (в соавт., 2009, Warszawa, PAN).

## Награды и премии
- Премия имени А. Н. Северцова АН СССР (1987 год) — за цикл работ «Преобразования онтогенеза как основа эволюционного процесса»[1]
- Премия имени И. И. Шмальгаузена РАН (2007 год) — за серию работ «Эволюционная теория и дифференциация древних тетрапод»[2]
- Премии Московского общества испытателей природы (1975, 1998, 2004).